# Cuphea iguazuensis
Cuphea iguazuensis är en fackelblomsväxtart som beskrevs av A. Lourteig. Cuphea iguazuensis ingår i släktet blossblommor, och familjen fackelblomsväxter. Inga underarter finns listade i Catalogue of Life.